# Quantité

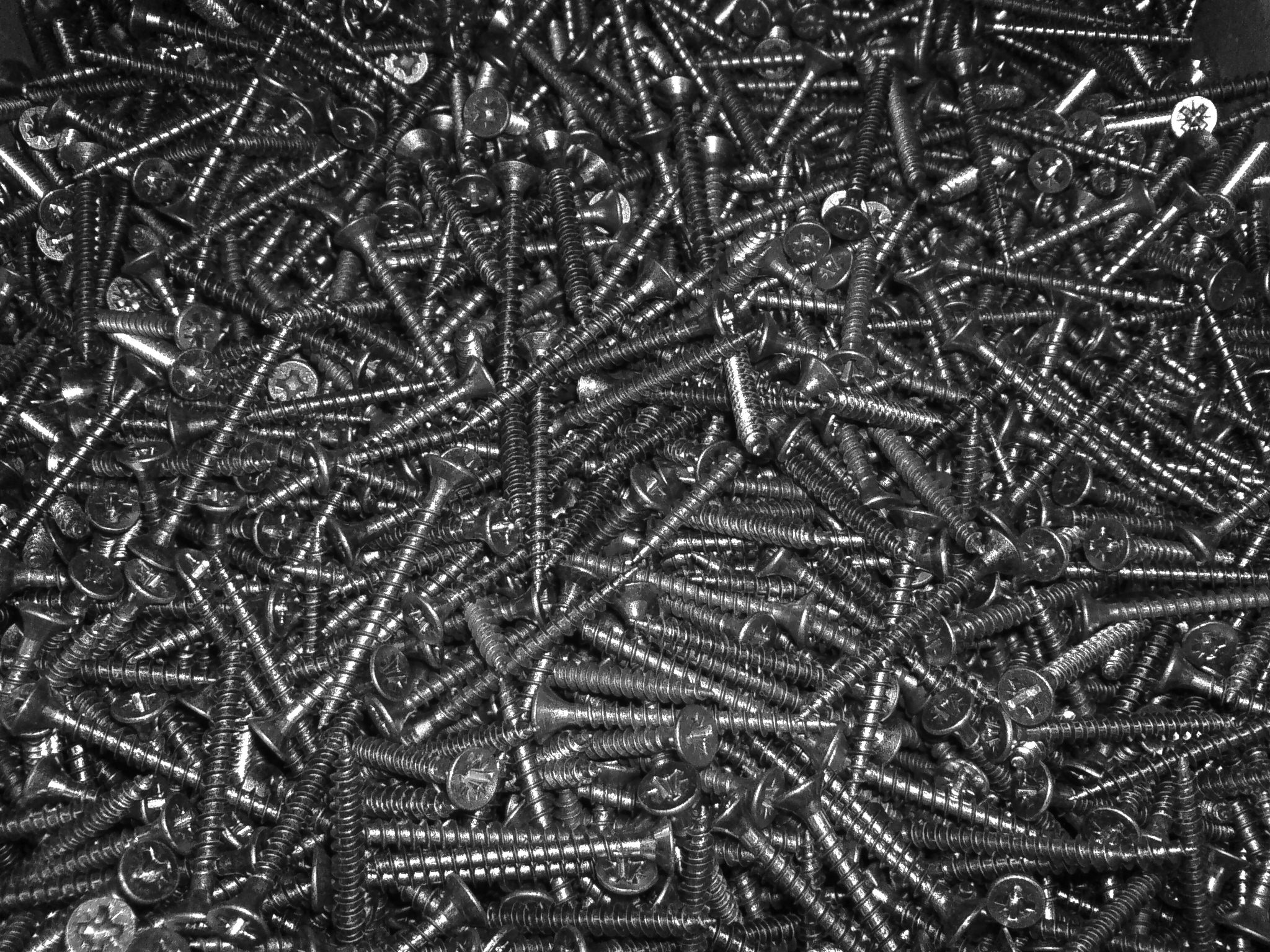
Sans pouvoir dénombrer numériquement les vis sur cette photo, on sait en revanche en évaluer approximativement sa quantité.

La quantité est un terme générique de la métrologie (compte, montant) ; un scalaire, vecteur, nombre d’objets ou d’une autre manière de dénommer la valeur d’une collection ou un groupe de choses.
C’est habituellement représenté comme un nombre (valeur numérique) d’unité ensemble avec le type de ces unités (si demandé) et un référent définissant la nature de la collection. Les deux parties sont nécessaires.
Des exemples sont :
- une pomme, deux pommes, trois pommes, où le nombre est un entier relatif aussi ne requiert pas un type
- 1,76 litre de lait
- 500 personnes

Un nombre par lui-même n’est pas une quantité, ni une simple mesure. Quand le compte d’unité est un, alors, l’article indéfini peut être utilisé (par exemple, une voiture) et des options similaires existent pour d’autres comptes particuliers (par exemple, un couple pour deux, une douzaine d’œufs).
La quantification dans son sens le plus simple peut être trouvée dans des formules comme A est plus grand que B. Dans l’exemple cité, une expression est faite que A a une plus grande quantité de quelque chose (comme un volume ou charisme) que B ; et que si A et B étaient placés dans un ensemble ordonné, alors A viendrait après B si l’ordre est arrangé dans une échelle croissante (plutôt que décroissante).

## Linguistique
En linguistique, la quantité indique la durée relative d’un phonème. 
Au degré non-marqué [C, V], on oppose les contoïdes et vocoïdes qui subissent un allongement [Cː, Vː] ou un semi-allongement [Cˑ, Vˑ]. Il convient de ne pas confondre les consonnes longues ([Cː]) avec les consonnes géminées ([CC]). 
En français, la quantité ne permet pas à elle seule d’oppositions phonologiques mais le finnois a deux degrés de quantité (bref et long) et l’estonien trois : bref, long et surlong (en fait une combinaison des degrés bref et long).

## Sciences physiques
Le fait d'établir des relations quantitatives (c'est-à-dire permettant de calculer des grandeurs chiffrées) est un des fondements des sciences physiques modernes. Les progrès de celles-ci ont été en grande partie obtenus par la traduction des qualités abstraites des entités matérielles en des quantités physiques primaires en postulant que tous les corps matériels sont marqués par des propriétés physiques ou des dimensions physiques quantifiables, qui sont sujets à des mesures et/ou à des observations. En fixant les unités de mesure, les sciences physiques couvrent des quantités fondamentales telles que l'espace (longueur, hauteur, profondeur), le temps, la masse et la force, la température, l'énergie… 
Traditionnellement, une distinction a été faite entre les quantités intensives et les quantités extensives. La valeur associée à une propriété intensive ne dépend pas des dimensions de l'objet auquel elle est associée, tandis que les quantités extensives sont additives pour les différentes parties d'un objet : ainsi, leur valeur dépend de l'extension du système. Par exemple, la densité et la pression sont des quantités intensives alors que l'énergie, le volume et la masse sont des quantités extensives.